# Famille von Levetzow
La famille von Levetzow (également Levezow ou Lewetzaw) est le nom d'une ancienne famille noble originaire du Mecklembourg avec la même maison ancestrale près de Wismar (maintenant une ruine), qui s'est également implantée dans le Holstein et au Danemark. Des branches de la famille existent encore aujourd'hui.

## Histoire

### Origine
Le fait que la famille est d'origine wende, comme indiqué dans certaines publications plus anciennes, ne peut être prouvé généalogiquement. Aucun prénom slave n'est attribué à des membres de la famille, même au cours des XIIIe et XIVe siècles.

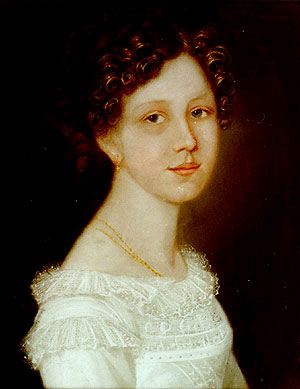
Ulrike von Levetzow (1804–1899)

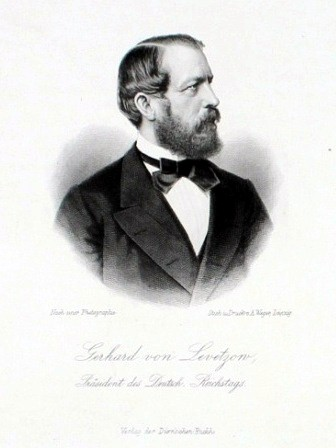
Albert von Levetzow (1827-1903)

La famille apparaît pour la première fois dans un document en 1219 avec le chevalier Henricus Leuzowe et ensuite avec les frères Günther et Heino, Günther étant mentionné dans un document en 1266. Le chevalier Johannes de Levezan apparaît en 1305 et Henricus Levetzow en 1375, tous deux comme témoins dans des documents de la ville de Güstrow.
Levetzow, le siège ancestral éponyme, est mentionné pour la première fois en 1262 et est maintenant un quartier de Lübow près de Wismar.

### Branches et possessions

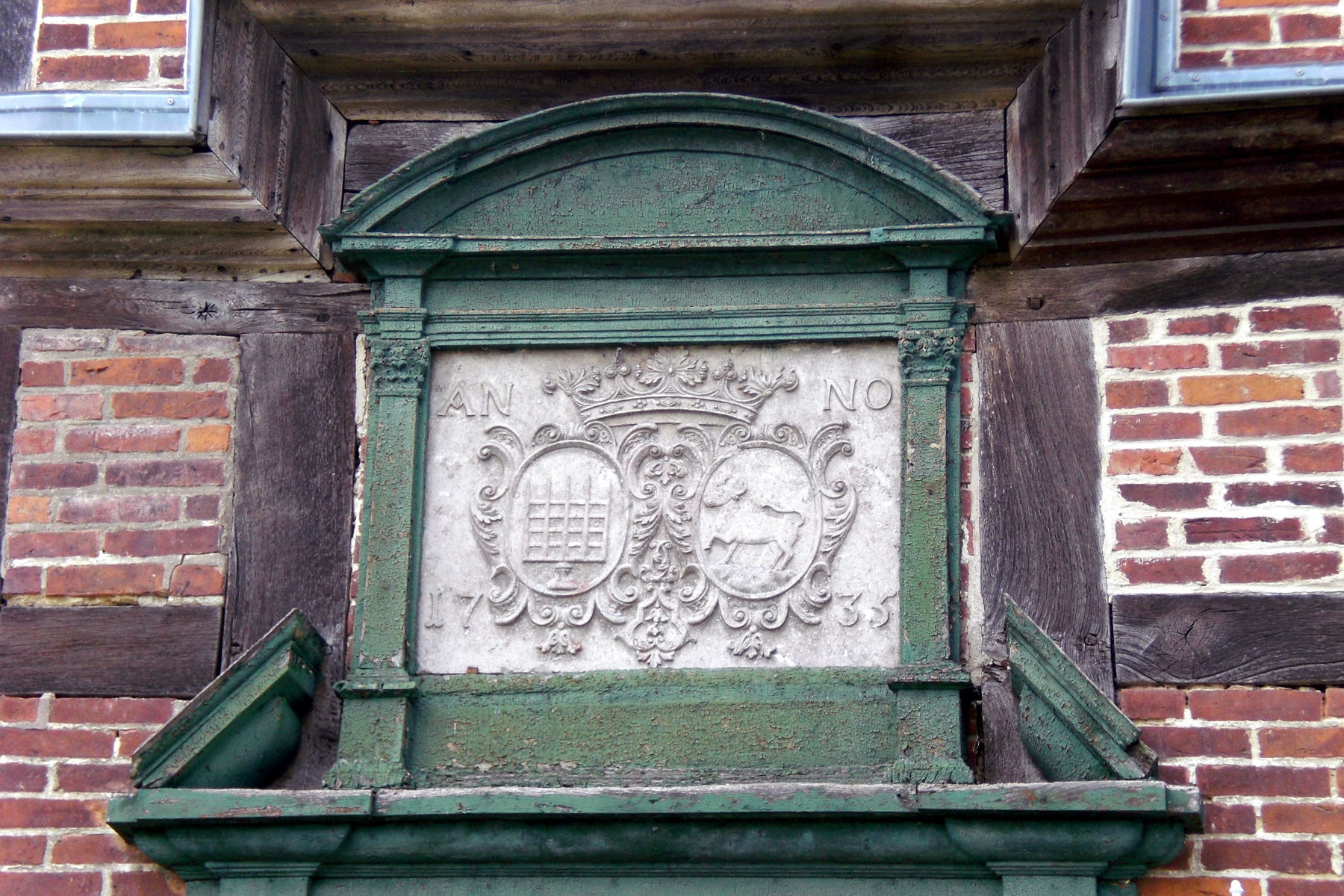
Armoiries de l'alliance de Levetzow et Plessen sur le (vieux) de 1735

Dès 1372, Heinrich von Levetzow de la branche de Schorrentin reçoit la charge de maréchal héréditaire de la seigneurie de Werle-Güstrow.
En 1523 les membres de la famille signent l'Union des États. Les trois branches principales formées à Marckow-Mistorf, Schorrentin et Lunow, qui au fil du temps peuvent acquérir des propriétés importantes dans les duchés de Mecklembourg-Schwerin et Mecklembourg-Strelitz. Alors que les branches de Schorrentin et Lunow s'éteignent à nouveau, la branche de Marckow-Mistorf peut s'étendre davantage et à partir du 18 siècle s'installent également dans l'Altmark et la Nouvelle-Marche.
Dans les deux Mecklembourg, des membres atteignent une grande renommée à la cour et dans l'État. Joachim Otto Ulrich von Levetzow est maréchal de la cour du grand-duché de Mecklembourg-Schwerin. En 1840, Theodor Diederich von Levetzow (de) est président de la Chambre et du Conseil forestier et président de la Commission de remboursement de la dette, ministre d'État et membre du conseil d'administration du ministère des Finances.
Dans le livre d'inscription de l'abbaye de Dobbertin, il y a 25 entrées de filles de la famille von Levetzow de 1722 à 1910 de Hoppenrade, Koppelow, Lelkendorf, Hohen Mistorf, Groß Markow et Schwissel pour l'admission au couvent aristocratique de l'abbaye de Dobbertin.
Le Rittmeister Alexander von Levetzow (de), seigneur de Kläden, est issu de la branche de Brandebourg. Il est aussi chanoine à Magdebourg et Halberstadt.
Une branche, celle de Hans Friedrich von Levetzau, est arrivée au royaume du Danemark dès le XVIIe siècle. Il est naturalisé le 26 avril 1670 et promu lieutenant-général dans l'armée danoise. Dans le Jutland du Nord, dans la région d'Aalborg, il peut acheter plusieurs grands domaines et poursuit sa lignée au Danemark. Ses descendants reçoivent de hautes fonctions d'État et de justice, entre autres au début du XIXe siècle. Siegfried Victor Rabe (de) von Levetzow, conseiller privé royal danois et chambellan et Theodosius von Levetzau (de) conseiller privé royal danois. Le conseiller privé et chambellan danois Albrecht Philipp von Levetzau, également issu de cette lignée, devient doyen de la cathédrale de Lübeck. Le Palais Levetzau appartient à la famille jusqu'en 1794 et fait maintenant partie du Palais d'Amalienborg, la résidence royale danoise à Copenhague.
Parmi les membres importants les plus récents figurent le vrai conseiller privé prussien Albert von Levetzow (1827–1903), député du Conseil d'État et du Reichstag. Il est chef parlementaire du parti conservateur allemand et président du Reichstag de 1881 à 1884 et de 1888 à 1895. La Levetzowstraße à Berlin-Moabit porte son nom. Theodor von Levetzow (1843–1902), capitaine de vaisseau, est commissaire du Reich à l'émigration, et Joachim von Levetzow (1859–1933), député du parlement (de) grand-ducal d'Oldenbourg et vice-président de la Fédération des agriculteurs.
Possessions

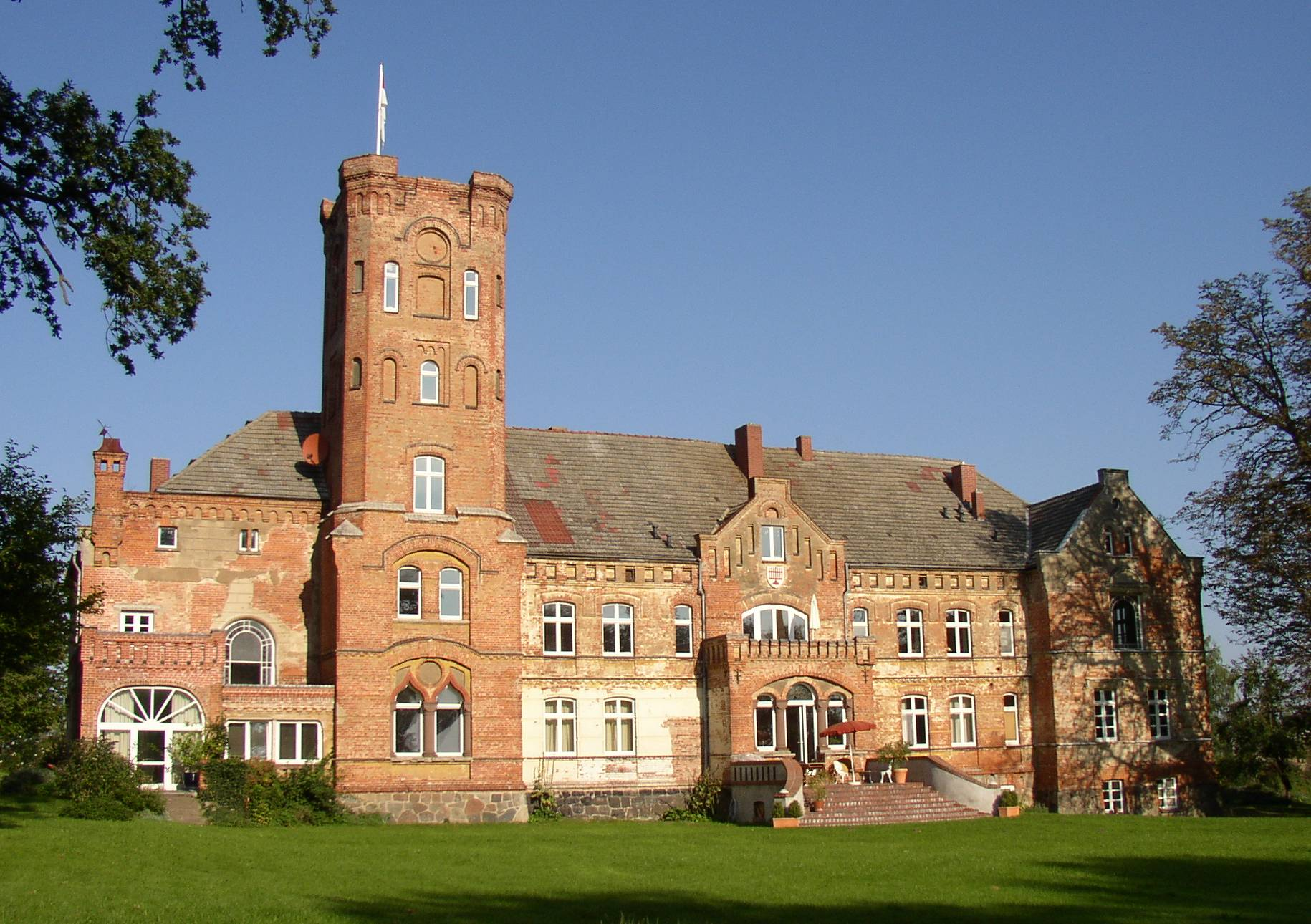
Manoir (château) de Lelkendorf

- Le manoir de Levetzow est une propriété familiale du Moyen-Âge jusqu'au XVIIIe siècle.
- Le manoir de Lelkendorf est une propriété familiale de 1224 à 1945. Le manoir (château) de Lelkendorf datant d'après 1629, reconstruit en 1898, est racheté par la famille en 1989 puis rénové pour les appartements de vacances et en copropriété.
- Le manoir de Groß Lunow appartient à la famille de 1309 à 1647.
- Le manoir de Klenz appartient à la famille pendant environ 400 ans, de 1400 à 1796 environ.
- Le manoir de Schwiessel (de) appartient à la famille de 1732 à 1782.

Le 8 mai 1877, une association familiale des barons et seigneurs von Levetzow est fondée à Hambourg.

### Élévations à la noblesse
À plusieurs reprises, des membres de la famille bénéficient d'une élévation de statut :
Karl von Levetzow de la branche de Diwak, Oberleutnant austro-hongrois, obtient le 6 mai 1864 à Schwerin une autorisation grand-ducale de Mecklembourg-Schwerin de porter le titre de baron. Une validation autrichienne du titre de baron en tant que titre étranger a lieu le 12 janvier 1871 à Ofen et le 26 août 1892 à Vienne en tant que co-seigneur de Divak avec Polehraditz en Moravie.
Heinrich von Levetzow de la branche de Kokkedal, conseiller privé et chambellan royal danois, maître de chasse et bailli à Fredriksborg et Kronborg, reçoit la noblesse danoise le 3 avril 1776. De même, Hans Friedrich von Levetzow auf Oxholm, chambellan royal danois, conseiller privé et lieutenant général, est anobli dès le 26 avril 1670. Son fils Christian Friedrich von Levetzau, lieutenant général royal danois et conseiller secret de conférence, est anobli par diplôme du 13 mars 1751. Il meurt sans descendance le 17 avril 1756.
De la branche de Vippach, Erdmann von Levetzow, capitaine de la cavalerie royale prussien, reçoit pour sa personne le 30 mars 1907 à Berlin le titre de baron prussien par le plus haut ordre du cabinet. Le diplôme est délivré le 12 août 1907 à Wilhelmshöhe. Le 29 mai 1912 à Vienne, il obtient une reconnaissance autrichienne illimitée de la qualité de baron, diplôme délivré le 11 octobre 1912. Une reconnaissance italienne suit le 11 février 1930. Le 21 janvier 1934, son fils Carl Erdmann baron von Levetzow et son épouse Clementine comtesse Lanthieri von Paratico, la dernière de leur famille, voient leur nom réuni en italien sous le nom de Levetzow-Lantieri.

## Armes

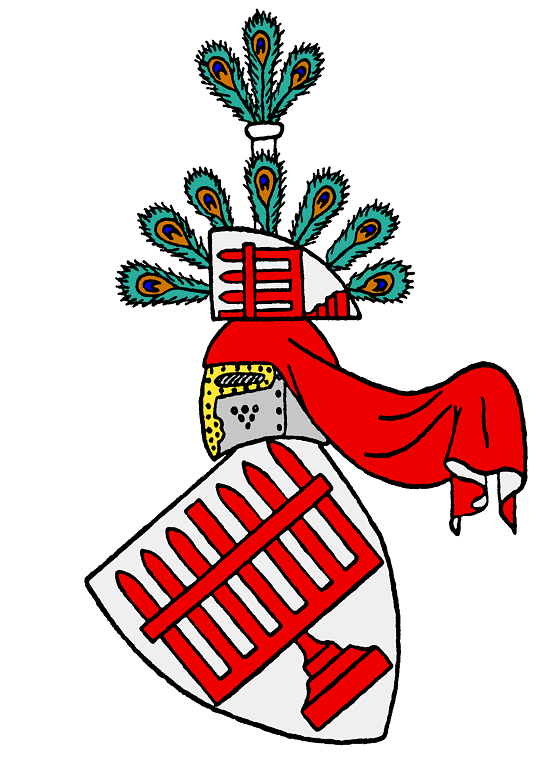
Armoiries de la famille von Levetzow

### Armoiries familiales
Les armoiries de la famille montrent une porte de forage rouge (également appelée râteau à bougie) composée de sept (également cinq) poteaux pointus et de deux barres en argent sur un pied rouge. La moitié gauche du bouclier avec la fente repose sur le casque, décoré d'un éventail de plumes de paon au sommet, derrière lequel se trouve un manche en argent, qui à son tour est décoré de trois plumes de paon. Les lambrequins sont rouges et argentés.

### Héraldique
La légende du blason est plus récente que les armoiries, qui apparaissent comme sceau dès le XIIIe siècle dans le Mecklembourg. Selon cette légende, un écuyer a sauvé son maître d'une embuscade. Alors qu'ils entraient dans une ville pour négocier une paix, il s'est rendu compte du piège. La porte de la ville devait être fermée derrière eux. Il a averti le groupe, a maintenu la porte ouverte et tous ont été sauvés. En souvenir de cela, il a ensuite porté le symbole de la herse dans ses armoiries.

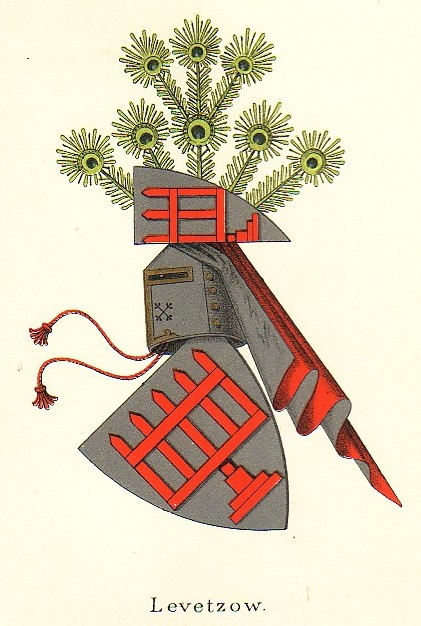
Armoiries dans Danmarks Adels Aarbog 1890
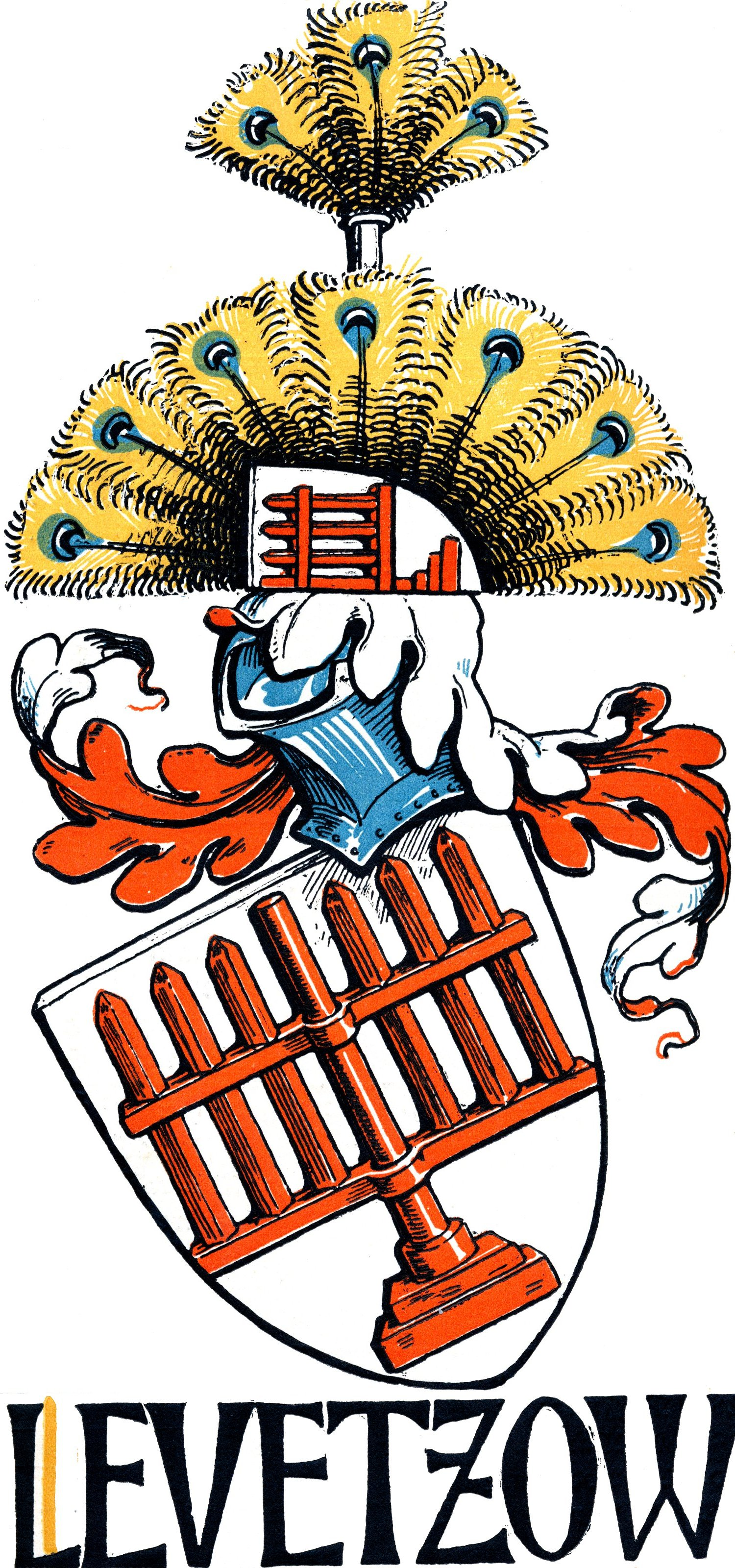
Graphisme des armoiries d'Otto Hupp dans le Münchener Kalender de 1901
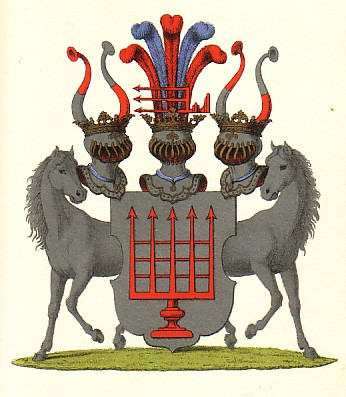
Armoiries des comtes von Levetzow dans Danmarks Adels Aarbog 1890

## Personnalités
- Theodosius von Levetzau (de) (1742–1817), fonctionnaire du monastère danois
- Albrecht Philip von Levetzau (de) (1744–1817), huissier et sénéchal danois
- Joachim Otto Ulrich von Levetzow (de) (1777–1843), maréchal de la cour de Mecklembourg, père d'Ulrike von Levetzow
- Joachim Godsche von Levetzau (de) (1782–1859), diplomate danois et fonctionnaire de la cour
- Amalie von Levetzow (de) (1788–1868), mère d'Ulrike von Levetzow
- Alexander von Levetzow (de) (1786-1861), chanoine de Magdebourg et Halberstadt, héritier de Groß Markow, Kläden et Dannewitz
- Theodor Diederich von Levetzow (de) (1801–1869), ministre d'État du Mecklembourg-Schwerin
- Ulrike von Levetzow (1804–1899), dernier amour de Goethe
- Albrecht Ludwig Joachim Friedrich von Levetzow (de) (1809-1889), propriétaire foncier et président de l'Assemblée d'État de Lauenbourg (de)
- Wilhelm von Levetzau (de) (1820–1888), avocat administratif au service danois et prussien, administrateur de l'arrondissement de Stormarn
- Werner von Levetzow (1822–1899), administrateur prussien de l'arrondissement d'Apenrade (de) [2]
- Albert Erdmann Karl Gerhard von Levetzow (1827-1903), député du Reichstag, chanoine de Brandebourg, commandeur de l'Ordre de Saint-Jean
- Karl Joachim von Levetzow (1859-1933), député du parlement oldenbourgeois (de) [3]
- Hulda von Levetzow (de) (1863-1947), écrivain
- Karl Michael von Levetzow (1871-1945), librettiste
- Magnus von Levetzow (1871-1939), chef de l'armée et de la police allemande de Berlin
- Fredy (Alfred) von Levetzow (1881-1967), propriétaire de Groß Markow et Levetzowshof près de Hohen Mistorf, chevalier d'honneur de l'Ordre de Saint-Jean, major
- Dieter von Levetzow (de) (né en 1925), sculpteur et médailleur allemand [4],[5]